# Hydraena mahavavona
Hydraena mahavavona (лат.) — вид жуков-водобродок рода Hydraena из подсемейства Hydraeninae. Назван по имени места обнаружения типовой серии (Mahavavona)

## Распространение
Встречаются на Мадагаскаре (провинция Фианаранцуа, Ionilahy, Mahavavona).

## Описание
Водобродки мелкого размера (около 1,5 мм), удлинённой формы. Основная окраска коричневая, голова темнее переднеспинки, лоб темнее наличника; переднеспинка светлее надкрылий; ноги и щупики светло-коричневые. По общему габитусу и форме метавентральных бляшек сходен с Hydraena simplicata; отличается от него менее выпуклыми надкрыльями и общей окраской. Эдеагусы этих двух видов заметно различаются. Взрослые жуки, предположительно, как и близкие виды, растительноядные, личинки плотоядные.

## Классификация
Вид был впервые описан в 2017 году американским энтомологом Philip Don Perkins (Department of Entomology, Museum of Comparative Zoology, Гарвардский университет, Кембридж, США) по типовым материалам с острова Мадагаскар. Включён в состав подрода Monomadraena и видовой группы Hydraena (Monomadraena) simplicata.